# Johannes Ghiselin
Johannes Ghiselin alias Verbonnet (auch Verbonetto, Barboneto) (* um 1455 in der Picardie; † zwischen 1507 und 1511 wahrscheinlich in Flandern) war ein franko-flämischer Komponist und Sänger der Renaissance.

## Leben und Wirken
In einer Gehaltsliste der Kathedralkapelle in Florenz findet sich bei Ghiselins Namen der Zusatz „da Piccardia“, woraus sich seine Herkunft ergibt. Seinen weiteren Namen „Verbonnet“ hat er selbst gelegentlich seinem Namen hinzugefügt; auch ist eine Reihe von Kompositionen unter diesem Namen überliefert. Dieser zweite Name könnte sich auf seinen Geburtsort beziehen; dieser konnte jedoch bisher nicht ermittelt werden. Auch scheint er, anders als viele Komponisten seiner Zeit, kein Kleriker gewesen zu sein, mit der Folge, dass Informationen über seinen Lebenslauf, insbesondere über seinen frühen Jahre und seine Ausbildung, gering geblieben sind. Aus seiner Chanson „Je l'ay empris“, welche die Devise von Karl dem Kühnen (Regierungszeit 1467–1477) zitiert, lässt sich ein möglicher Bezug zur burgundischen Hofkapelle vermuten. Nachdem er in Guillaume Crétins Déploration auf den Tod von Johannes Ockeghem im Jahr 1497 mit aufgeführt ist (hier Jean Verbonnet genannt), wurde auch vermutet, dass er zu dessen Schülerkreis gehört haben könnte.
Erst für das Jahr 1491 gibt es die ersten direkten Belege über Johannes Ghiselin, der um diese Zeit in der Hofkapelle von Ferrara bei dem musikbegeisterten Herzog Ercole I. d’Este (Regierungszeit 1471–1505) diente. In einem Brief vom 10. Juli 1491 aus Reggio wandte sich Ghiselin, der sicher schon einige Jahre zum Hof des Herzogs gehörte, an seinen Dienstherrn mit der Bitte um ein Benefizium in Rubiera für seinen kleinen Sohn: „... da ich, weil verheiratet, dafür nicht berechtigt sein würde, ersuche ich Eurer Exzellenz zu geruhen, damit meinen kleinen Sohn Hercules zu versorgen, damit er den Weg der Tugend dank Eurer Hoheit folgen kann“. Ob Ghiselin mit seiner Petition Erfolg hatte, ist nicht bekannt. Für eine enge Bindung des Komponisten an den Hof sprechen auch die Instrumentalkomposition „L'Alfonsina“ mit Bezug zum Sohn Alfonso des Herzogs sowie die Entsendung des Komponisten nach Frankreich durch Isabella d’Este im gleichen Jahr, um dort zwei junge Sänger für die Hofkapelle zu gewinnen. Kurz nach seiner Rückkehr hat Ghiselin Ferrara verlassen.
Ab Oktober 1492 war Ghiselin Sänger am Baptisterium San Giovanni, an Sanctissima Annunziata und an der Kathedrale in Florenz und war damit Kollege von Heinrich Isaac. Mit der Auflösung des Ensembles im März 1493 verlor er seine Stellung. Nachdem er bestehende Schulden an einen gewissen Bonaventura di Mostro aus Ferrara nicht zurückzahlen konnte, wurde er inhaftiert und kam erste durch den Einspruch von Herzog Ercole im April 1493 wieder auf freien Fuß.
Auf Grund von Indizien schließen Musikhistoriker, dass sich der Komponist anschließend nach Frankreich gewandt hat und dort Mitglied der königlichen Hofkapelle wurde. Dies ergibt sich aus seiner Vertonung des Gedichts „Le cueur la suyt“ von Octovien de Saint-Gelais, das er 1493 anlässlich der erzwungenen Rückkehr von Margarethe von Österreich von Paris nach Brüssel für sie geschrieben hat. Auch deutet die erwähnte Nennung seines Namens in Crétins Deploration zusammen mit anderen Mitgliedern der französischen Hofkapelle darauf hin. Außerdem haben sich Ghiselin und Alexander Agricola im Februar 1494 gemeinsam am Hof von Alfonso II. in Neapel aufgehalten, wobei Agricola nachweislich aus Frankreich angereist war. In einem Brief vom 21. Juli 1501 nannte der Botschafter Ferraras am französischen Hof, de Cavalieri, Ghiselin einen Sänger des französischen Königs. Mit diesem Brief sandte der Botschafter auch eine Komposition Ghiselins zu Fronleichnam nach Ferrara; dieses Werk ist nicht überliefert. Die weiterhin guten Beziehungen des Komponisten zum Hof in Ferrara führten auch dazu, dass der Ferraneser Botschafter im September des gleichen Jahres weitere Kompositionen bekam, darunter auch eine von Josquin Desprez, welche mit Brief vom 25. September nach Ferrara geschickt wurden. Als Josquin wenig später auf das Angebot des Herzogs einging, maestro di cappella der Hofkapelle in Ferrara zu werden, bekam Ghiselin den Auftrag, diesen von Frankreich nach Ferrara zu begleiten; beide machten dabei im Haus des Gesandten Mantuas in Lyon Station, der dann am 12. April 1503 in einem Brief von der prächtigen Equipage berichtete, mit der die beiden Komponisten reisten.
Wegen dieser Vorgänge ist es sicher, dass Ghiselin und Josquin ein engeres Verhältnis zueinander hatten und Ghiselin ab dieser Zeit wieder in die Dienste von Ercole I. zurückgekehrt war. Weil auch der Verleger Ottaviano dei Petrucci nach einem Individualdruck für Josquin im Jahr 1503 den nächsten Druck für Ghiselins Messen durchführte – eine besondere Ehre für einen Komponisten –, ist eine Mitwirkung Josquins an dieser Entscheidung naheliegend. Als Josquin im Frühjahr 1504 Ferrara verließ und Jacob Obrecht für den Posten des maestro di cappella gewonnen werden konnte, war es auf Grund von Briefen wohl wieder Ghiselin, der Obrecht im Herbst 1504 aus dem Norden nach Ferrara begleitete. Nachdem aber in Ferrara im Jahr 1505 die Pest ausbrach, hat Ghiselin den Hof der d'Este spätestens dann endgültig verlassen, während Obrecht in Ferrara blieb und dort verstorben ist. Der letzte Beleg über Ghiselins Vita vom Jahr 1507 zeigt ihn in einer Gehaltsliste als Mitglied der Bruderschaft Onze Lieve Vrouwe (Unserer Lieben Frau) in Bergen op Zoom in Flandern, wobei die Höhe des ausgezahlten Betrages auf eine Mitgliedschaft seit mindestens einem Jahr hindeutet. Die Gehaltslisten der Bruderschaft für die Jahre 1508 bis 1510 sind verlorengegangen, und auf der Liste von 1511 erscheint sein Name nicht mehr. Weil auch seit 1505 keine weiteren Werke von ihm erschienen sind, wird daraus geschlossen, dass Johannes Ghiselin zwischen 1507 und 1511 verstorben ist.

## Bedeutung
Auf den zeitgenössischen Ruhm Ghiselins deutet der Druck von fünf seiner sechs überlieferten Messen durch den Verleger Petrucci im Jahr 1503 hin. Der nachweislich enge persönliche Kontakt zu Josquin führte auch zu gehäuften musikalischen Beziehungen zwischen einzelnen Werken beider Komponisten, während in seinen früheren Werken eine starke Orientierung am Vorbild von Johannes Ockeghem nachweisbar ist. In den fünf gedruckten Messen ist eine außerordentliche Vielfalt der Kompositionsmethoden anzutreffen: Umfangreiche Cantus-firmus-Messe, extrem konsequente Durchführung der Hexachorde, Ansätze zur Parodiemesse, Bemühungen um besondere Klanglichkeit, Einbeziehung von Choralzitaten. Besonders in seinem Spätwerk, der Messe „Ghy syt die wertste“, wo das Prinzip der Parodiemesse gegenüber dem Cantus-firmus-Prinzip gänzlich in den Vordergrund rückt, wird streckenweise eine kontrapunktische Dichte erreicht, die erst bei der nachfolgenden Komponistengeneration zum stilistischen Hauptmerkmal wird.
In seinem Motettenschaffen zeigt sich Ghiselin als typischer Komponist des ausgehenden 15. Jahrhunderts mit seiner Vorliebe für die Dreistimmigkeit (nur die wenigen Spätwerke sind vierstimmig), sowohl bei den geistlichen Motetten, insbesondere den Marien-Motetten, als auch bei den weltlichen Stücken. Auch hier ist die Bemühung um motivische Durchdringung und satztechnische Rationalisierung erkennbar. Eine Sonderstellung besitzt die Komposition „Dulces exuviae“, eine Vertonung der Klage der Dido aus Vergils Aeneis, angeregt von der Vergil-Begeisterung von Isabella d’Este. Hier wird die Gliederung der Verszeilen besonders deutlich nachvollzogen und eine eindringliche, zwischen Homophonie und Polyphonie fein ausbalancierte musikalische Schreibweise angewandt.

## Werke
Gesamtausgabe: Johannes Ghiselin – Verbonnet. Opera omnia, herausgegeben von Clytus Gottwald, ohne Ortsangabe 1961–1968 (= Corpus mensurabilis musicae Nr. 23)
- Messen und Messenfragmente (alle zu vier Stimmen)
  - Missa „De les armes“
  - Missa „Ghy syt die wertste boven al“ (über eine eigene Chanson)
  - Missa „Gratieuse“ (über eine Chanson von Antoine Busnoys)
  - Missa „Je nay dueul“ (über eine Chanson von Alexander Agricola)
  - Missa „La belle se siet“ (über eine Chanson von Guillaume Dufay)
  - Missa „N’arayge“ (über eine Chanson von Robert Morton)
  - Missa „Joye me fuyt“ (über eine Chanson von Antoine Busnoys, nur Sanctus und Agnus Dei erhalten)
  - Missa „Le renvoy“ (über eine Chanson von Loyset Compère, nur Tenor und Bass erhalten, nicht in der Gesamtausgabe)
- Motetten
  - Chanson-Motetten
    - „Anima mea liquefacta est“ (I) zu drei Stimmen
    - „Favus distillans“ zu drei Stimmen (ohne Text überliefert)
    - „Miserere, Domine“ / „In patientia“ zu drei Stimmen
    - „O florens rosa“ zu drei Stimmen

  - Choralbearbeitungen
    - „Ad te suspiramus“ zu zwei Stimmen
    - „Anima mea liquefacta est“ (II) zu vier Stimmen
    - „Maria virgo semper laetare“zu vier Stimmen
    - „Salve Regina“ zu vier Stimmen

  - Tenor-Motetten
    - „Inviolata, integra et casta“ zu vier Stimmen (Contrafactum „Inviolata intemerataque virginitas“)
    - „Regina caeli laetare“ zu vier Stimmen

  - Freie Motetten
    - „Ave Domina, sancta Maria“ zu vier Stimmen
    - „O gloriosa Domina“ zu vier Stimmen (Contrafactum „O sacrum mysterium“)
    - „Tota scriptura“ zu drei Stimmen (Contrafactum des „Pleni“ der Missa „Narayge“)
- Weltliche Kompositionen für Singstimmen
  - „A vous madame“ zu drei Stimmen
  - „De che te pasci amore“ zu drei Stimmen
  - „De tous biens playne“ zu drei Stimmen (Rondeau)
  - „Dulces exuviae“ zu vier Stimmen, (Text: Vergil, Aeneis IV, 651-654)
  - „Een frouwelic wesen“ zu drei Stimmen
  - „Fors seulement“ zu vier Stimmen (2 Vertonungen, Rondeaux)
  - „Ghy syt die wertste“ zu vier Stimmen
  - „Helas hic moet my liden“ zu drei Stimmen
  - „J’ayme bien mon amy“ zu drei Stimmen (Rondeau)
  - „Je l’ay empris“ zu drei Stimmen
  - „Je loe amours“ zu drei Stimmen (Ballade)
  - „Je suis treffort“ zu drei Stimmen
  - „Las mi lares vous donc“ zu drei Stimmen
  - „Le cueur le syuit“ zu drei Stimmen (nach 1493, Text: Octovien de Saint-Gelais)
  - „Rendez le moy mon cueur“ zu drei Stimmen
  - „Se iay requis“ zu drei Stimmen
  - „Wet ghy wat mynder jonghen herten dert“ zu drei Stimmen
  - „Vostre a jamays“ zu drei Stimmen
- Instrumentalmusik
  - „Carmen in sol“ zu drei Stimmen
  - „L’Alfonsina“ zu drei Stimmen (Ferrara, vor 1491)
  - „La Spagna“, Bassedanse zu vier Stimmen
- Zweifelhafte Werke (aus stilistischen Gründen)
  - „Da pacem“ zu drei Stimmen
  - Missa sine nomine zu drei Stimmen („Verbenet“ zugeschrieben)